# 61e Reservekorps
Het Duitse 61e Reservekorps (Duits: Generalkommando LXI. Reservekorps) was een Duits legerkorps van de Wehrmacht tijdens de Tweede Wereldoorlog. Het korps werd alleen ingezet in het Rijkscommissariaat Ostland.

## Krijgsgeschiedenis

### Oprichting
Het 61e Reservekorps werd opgericht op 2 september 1942 in Königsberg met gebruikmaking van officieren van de 141e Reservedivisie.

### Inzet
Het korps werd opgericht als Korps-commando voor de zich in het gebied van het Rijkscommissariaat Ostland bevindende troepen van het Vervangingsleger (“Ersatzheer”). In dit geval waren dat de 141e en 151e Reservedivisies. Het korps werd op 22 september 1942 naar Vilnius verplaatst. Het korps bleef gedurende zijn hele bestaan rapporteren aan de “Wehrmachtbefehlshaber Ostland” in Vilnius. Belangrijke taak bleef het beschermen van de railverbindingen in de Baltische staten en Wit-Rusland (o.a. die van Brest-Litowsk tot Smolensk) en training en anti-partizanenacties in Litouwen en Wit-Rusland. In februari 1944 werd het korps verplaatst naar Milau.

Het 61e Reservekorps werd op 21 februari 1944 in Milau opgeheven.

## Bovenliggende bevelslagen
| Leger                          | Legergroep         | Plaats/regio | Begin            | Eind             |
| ------------------------------ | ------------------ | ------------ | ---------------- | ---------------- |
| Wehrmachtsbefehlshaber Ostland | --                 | Vilnius      | 2 september 1942 | oktober 1943     |
| Wehrmachtsbefehlshaber Ostland | Heeresgruppe Mitte | Vilnius      | november 1943    | 21 februari 1944 |

## Commandanten
| Rang                   | Naam          | Begin             | Eind             |
| ---------------------- | ------------- | ----------------- | ---------------- |
| General der Artillerie | Edgar Theißen | 15 september 1942 | 21 februari 1944 |